# Gmina Hallsberg
Gmina Hallsberg (szw. Hallsbergs kommun) – gmina w Szwecji, w regionie Örebro, z siedzibą w Hallsberg.
Pod względem zaludnienia Hallsberg jest 144. gminą w Szwecji. Zamieszkuje ją 15 401 osób, z czego 49,06% to kobiety (7555) i 50,94% to mężczyźni (7846). W gminie zameldowanych jest 577 cudzoziemców. Na każdy kilometr kwadratowy przypada 24,06 mieszkańca. Pod względem wielkości gmina zajmuje 150. miejsce.